# Йоланд (лен)
Вижте пояснителната страница за други значения на Йоланд.
Лен Йоланд е бивша административна единица в Швеция, включваща територията на остров Йоланд. Просъществува за кратко между 1819 и 1826 година. Първоначалното административно устройство на Кралство Швеция е включвало деление на исторически провинции, една от които е Йоланд. След 1634 година е предложена административна реформа, която прамахва статута на исторически провинции и разделя територията на нови единици, наречени лени. От 1634 година остров Йоланд е включен в рамките на лен Калмар.
През 1819 година е направен опит за отделянето на самостоятелен лен Йоланд, но през 1825 година територията на този лен е отново включена в рамките на лен Калмар.
Главният град на лен Йоланд е Борихолм, където заседава за кратко административната управа на лена (между 1819 и 1826 година).

## Административни управници
- Между 1819 и 1821 година — Аксел Адлерспаре[1]
- Между 1821 и 1826 година — Ерик Густаф Линденкруна[1]